# Umbulmartani
Umbulmartani is een bestuurslaag in het regentschap Sleman van de provincie Jogjakarta, Indonesië. Umbulmartani telt 11.200 inwoners (volkstelling 2010).